# Scaridae
Poisson-perroquet
Famille
Les poissons-perroquets (Scaridae) constituent une grande famille de poissons marins tropicaux qui font partie intégrante du vaste sous-ordre des Labroidei (comprenant aussi bien des poissons d’eau douce comme les Ciclidés que d’eau de mer avec par exemple les poissons-clowns, ou encore les labres).

## Description

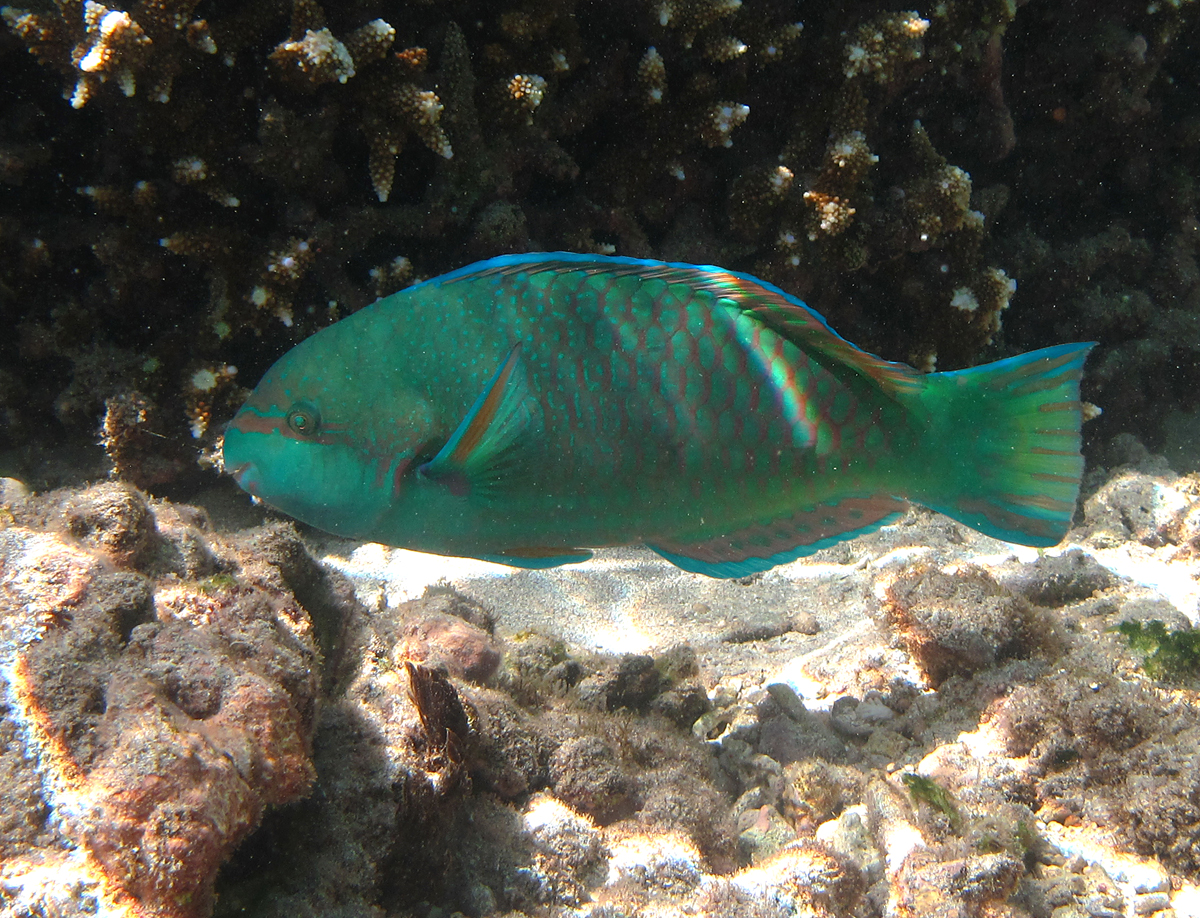
Un poisson-perroquet caractéristique : Scarus globiceps (mâle), à La Réunion.

Les poissons-perroquets ont un corps massif, allongé, légèrement comprimé latéralement, au profil arrondi, recouvert de grosses écailles cycloïdes.
Selon l’espèce, la taille oscille entre moins de 20 cm à 130 cm (Bolbometopon muricatum), pour une taille moyenne de 30 à 40 cm.
Les poissons-perroquets se déplacent selon l’espèce en groupe de taille variable ou de manière solitaire. Ils nagent tous avec leurs nageoires pectorales.
La dénomination commune de perroquet provient de deux caractéristiques physiques remarquables :
- la couleur vive de la livrée des mâles dominants qui revêt des nuances de bleu, de vert et parfois de rose.
- la composition de leur mâchoire en un bec robuste issu d’une fusion entre les dents leur permettant ainsi de gratter la surface des roches ou des coraux morts pour se nourrir.
Il est important de noter que la livrée de ces poissons varie énormément au cours de leur vie en fonction de leur maturité et de leur rang au sein du groupe. Il existe une phase juvénile, puis une phase adulte dite « initiale », où les mâles et les femelles sont semblables avec des teintes ternes (grises à brunes) puis une phase terminale où le poisson change de sexe s’il était femelle et devient très coloré. Entre ces trois phases, il peut également exister  des phases intermédiaires plus ou moins marquées. Les Scaridae dont le statut sexuel est connu sont ainsi tous « hermaphrodites protogynes », à l’exception du perroquet des herbiers (Leptoscarus vaigiensis), qui est gonochorique (chaque sexe est fixé à vie dès l’éclosion). La plupart sont diandriques, ce qui signifie qu’ils connaissent une phase initiale (femelles et mâles primaires), et une phase terminale (mâles secondaires). L’ensemble de ces variations de livrée rend particulièrement difficile l’identification entre les espèces : dans certains cas le risque de confusion est grand et ce même pour les spécialistes.
Au niveau du squelette, ces poissons portent 9 épines dans la nageoire dorsale et 10 rayons mous ; 3 épines dans la nageoire anale pour 9 rayons, une épine et 5 rayons dans les nageoires pelviennes, et 11 rayons branchus dans la caudale. Ils possèdent 25 vertèbres, et la ligne latérale s'étend sur 22 à 24 écailles. 
Parmi les critères de distinction des genres, Hipposcarus, Chlorurus et Scarus présentent sur la mâchoire une canine latérale pointue. Si presque tous ces poissons ont les dents fusionnées en bec, seul le genre Calotomus présente des dents encore individualisées.

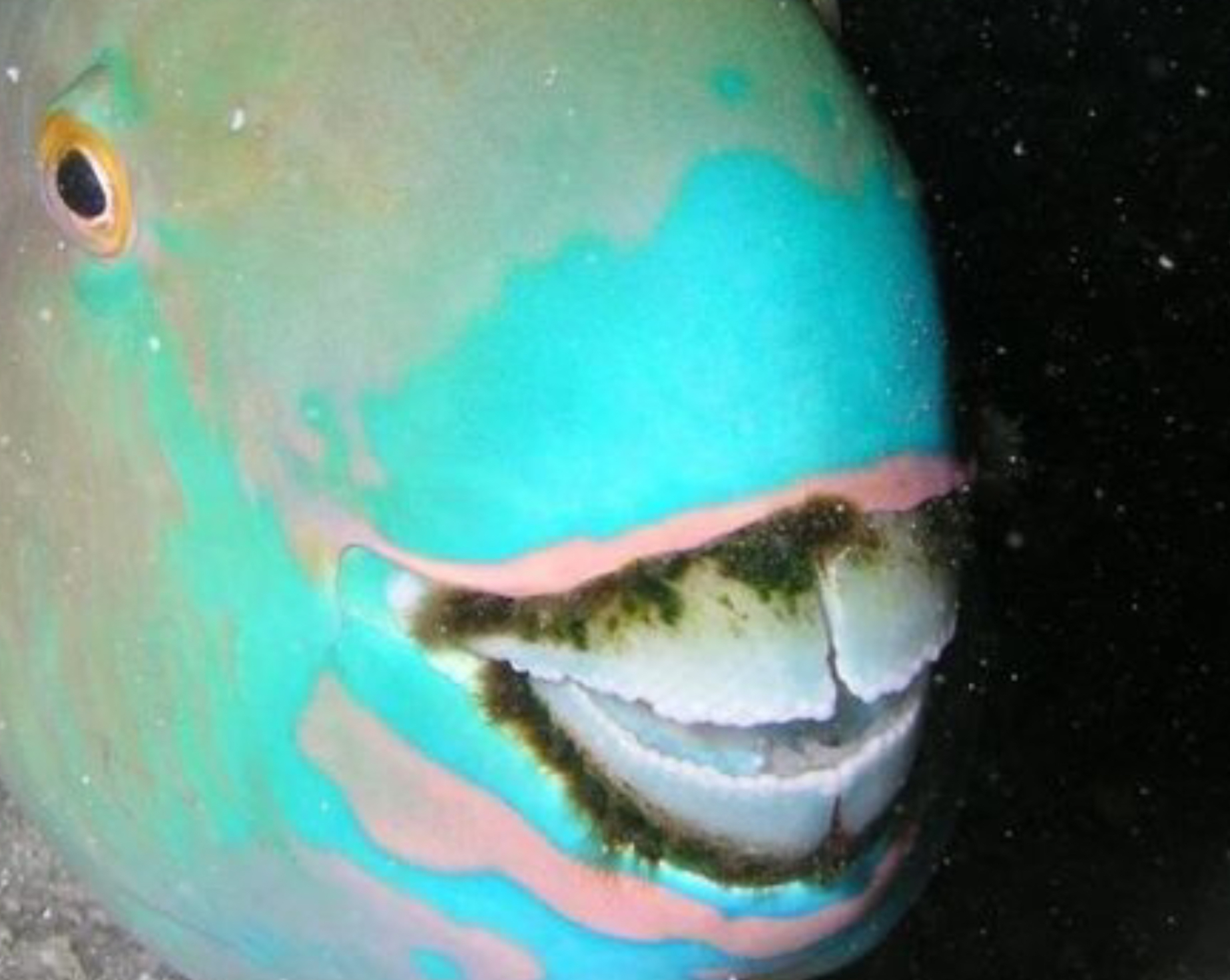
Bec d’un poisson perroquet

## Habitat et répartition
Les poissons-perroquets sont répartis dans le monde entier majoritairement en zone tropicale mais également pour certaines espèces en zone subtropicale. La région où la concentration et la variété d’espèces est la plus importante est le bassin Indo-Pacifique tropical. Cependant, les espèces du genre Sparisoma se trouvent dans l'océan Atlantique tropical (ainsi que l'espèce Nicholsina ustus), et l'espèce Sparisoma cretense se trouve jusqu'en mer Méditerranée.
L'environnement de prédilection des poissons-perroquets varie selon les espèces et est constitué de lagons coralliens, de platiers récifaux, de pentes récifales, de récifs externes, de prairies de zosteracées ainsi que de zones rocheuses entre 1 et 30 m de profondeur. Leur abondance est maximale dans la zone de 1 à 10 m. Certaines espèces ont cependant été trouvées jusqu'à 180 m.

## Écologie et comportement
Les poissons-perroquets ont une activité diurne axée principalement sur le nourrissage en parcourant leur territoire en solitaire ou en groupes homogènes ou mixtes, c'est-à-dire avec d’autres espèces de poissons-perroquets ou avec d’autres familles de poissons herbivores comme les  poissons-chirurgiens.
La nuit, les poissons-perroquets se reposent soit à l’abri dans des anfractuosités du récif, sous des roches, dans les épaves ou posés sur le substratum ; la plupart dorment dans un cocon de mucus (voir plus bas).

### Alimentation

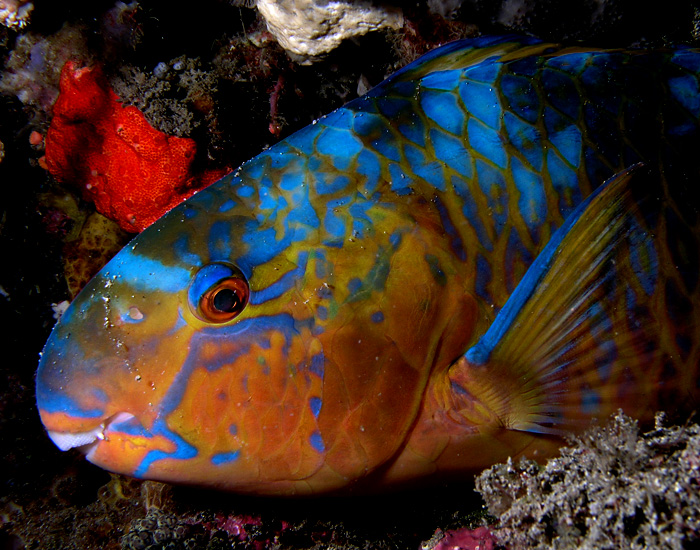
Le bec caractéristique est bien visible.

Bien qu'ils soient considérés comme majoritairement herbivores, les poissons-perroquets mangent une grande variété d'organismes de récif, et ils ne sont pas nécessairement végétariens. Des espèces comme le perroquet à bosse (Bolbometopon muricatum) et plusieurs Chlorurus intègrent une large part de corail (polypes) dans leur alimentation. Les dents poussent continuellement, pour compenser l'usure due à l'alimentation. Les dents pharyngiennes broient le corail et en libèrent les algues coralliennes que le poisson assimilera via son long intestin. Le calcaire ingéré est par la suite rejeté sous forme de nuage de sédiments.
Au sein de la famille, il existe deux types selon leur mode d'alimentation : les « broyeurs » (excavators) et les « gratteurs » (scrapers). Les premiers (tous les Chlorurus, ainsi que Bolbometopon, Cetoscarus et Sparisoma  viride) sont pourvus d'un bec particulièrement puissant, et laissent des traces profondes dans le corail, se nourrissant des polypes. Les seconds se contentent de gratter le film algal superficiel, sur la roche ou le corail mort. Seul le puissant Bolbometopon muricatum se nourrit principalement de corail, les autres ayant une alimentation plus diversifiée et constituée notamment d'herbes marines et d'algues, comme celles du genre Halimeda. Les morceaux de roche ingérés pendant le nourrissage aident à digérer les algues dures (on parle, comme chez les oiseaux, de gastrolithes).

### Reproduction

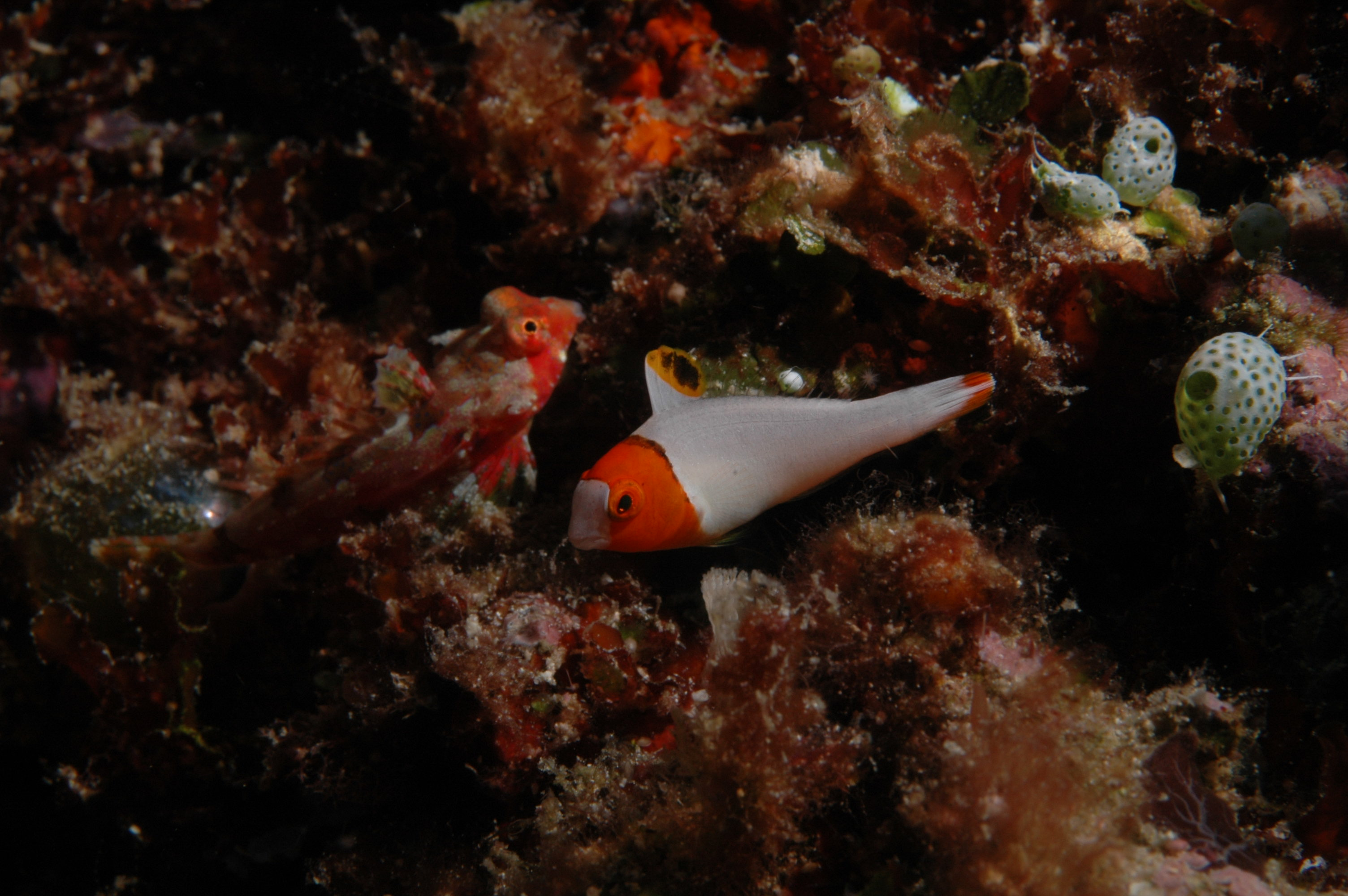
Les juvéniles Cetoscarus bicolor sont très différents des individus matures des deux sexes, et souvent pris à tort pour une autre espèce.

Le particularisme sexuel est de règle chez les poissons-perroquets tout comme chez leurs proches parents les labres et les poissons-clown.
Il existe plusieurs cas de figures dont voici les deux plus fréquents :
- Le premier cas est lié une métamorphose sexuelle et concerne un certain nombre d’espèces qui pratiquent l’hermaphrodisme successif de type protogyne. Ce qui signifie que les individus juvéniles sont d’abord femelles (nommé stade initial) à leur maturité sexuelle puis mâles (stade terminal).
- Le second cas est plus conventionnel, les adultes matures (stade initial) sont sexuellement déterminés, ils sont mâles ou femelles avec une livrée semblable. Seul le mâle dominant au sein du groupe est en stade terminal avec une livrée chatoyante.

Le groupe constitue donc un harem avec toujours un mâle dominant en stade terminal qui a le privilège de pouvoir se reproduire avec les femelles du groupe. En échange, ce mâle défend le territoire. À sa mort, il sera remplacé par un individu en stade initial appartenant à la communauté, ce sera donc selon l’espèce un mâle ou une femelle changeant de sexe.
Ils fraient généralement en pleine eau et leur ponte est de type pélagique.

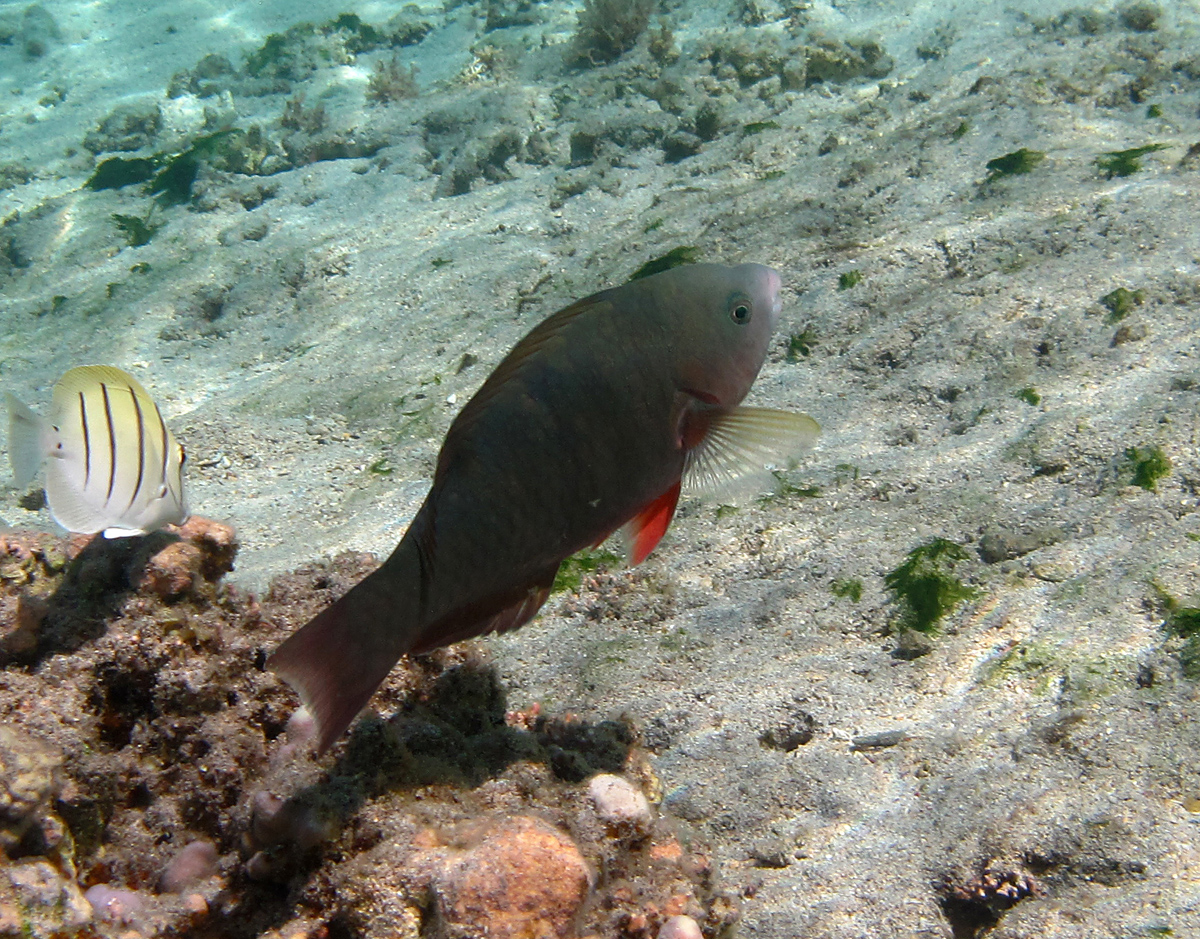
Un poisson-perroquet commun (Scarus psittacus) en stade initial
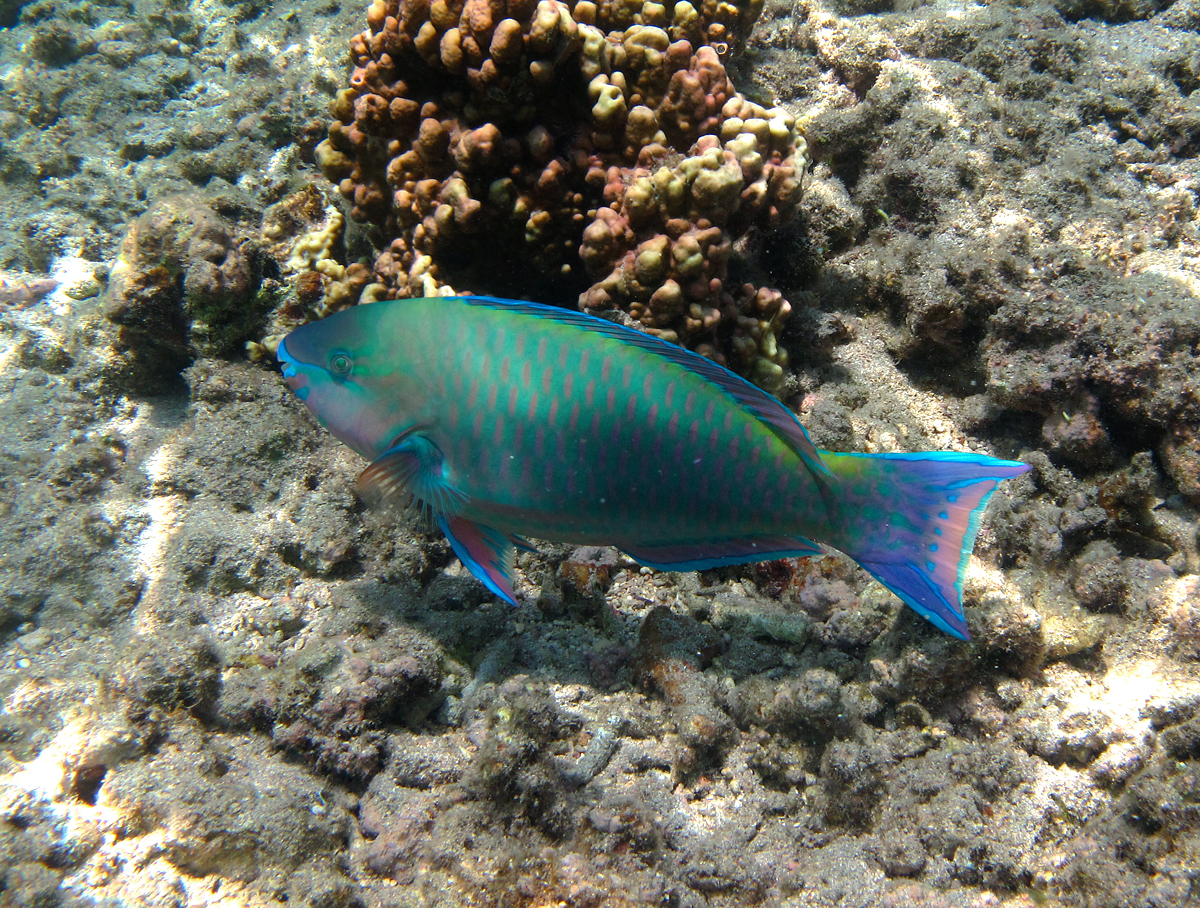
Un poisson-perroquet commun (Scarus psittacus) en phase finale (mâle)
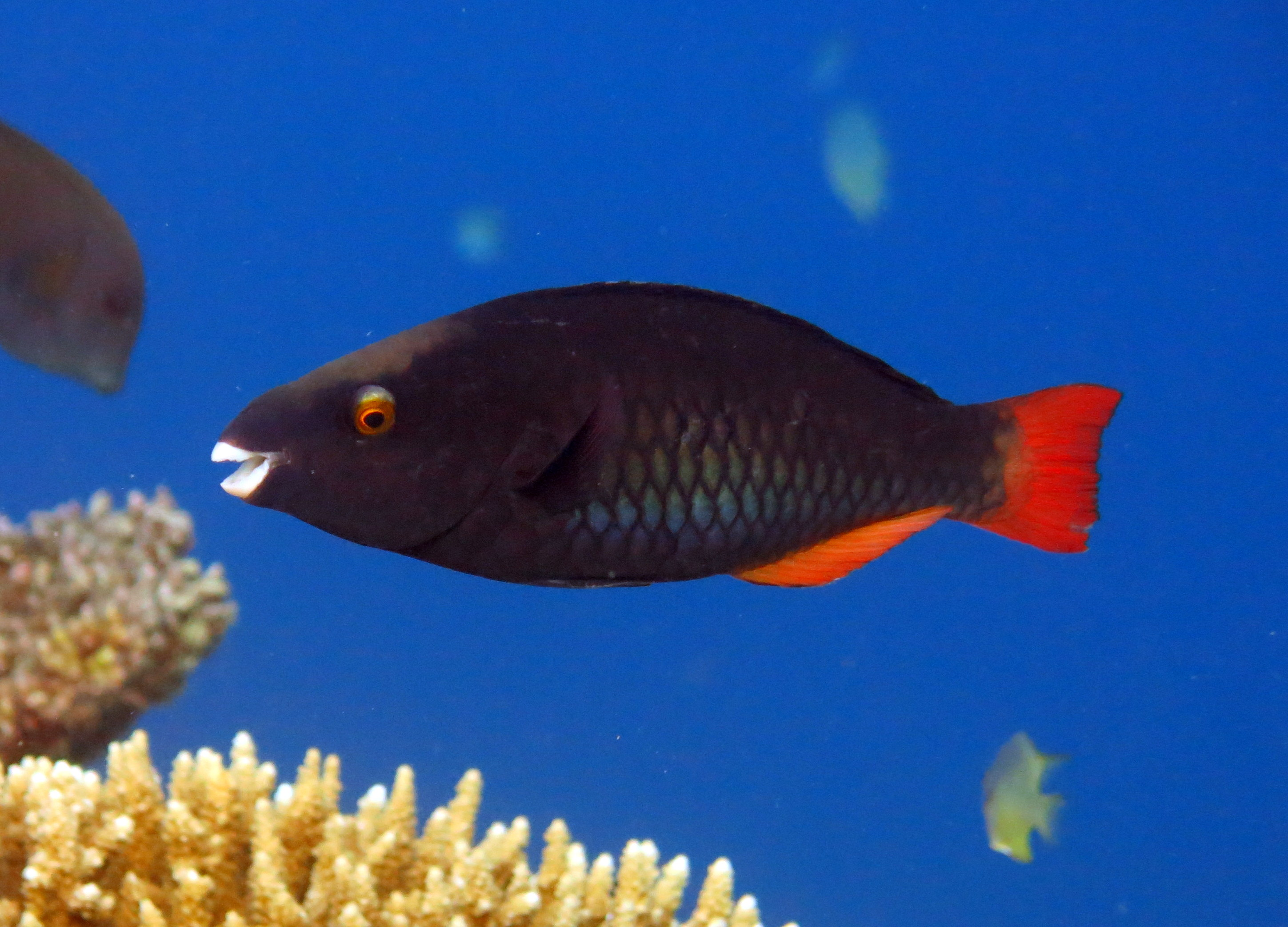
Un poisson-perroquet tricolore (Scarus tricolor) en stade initial
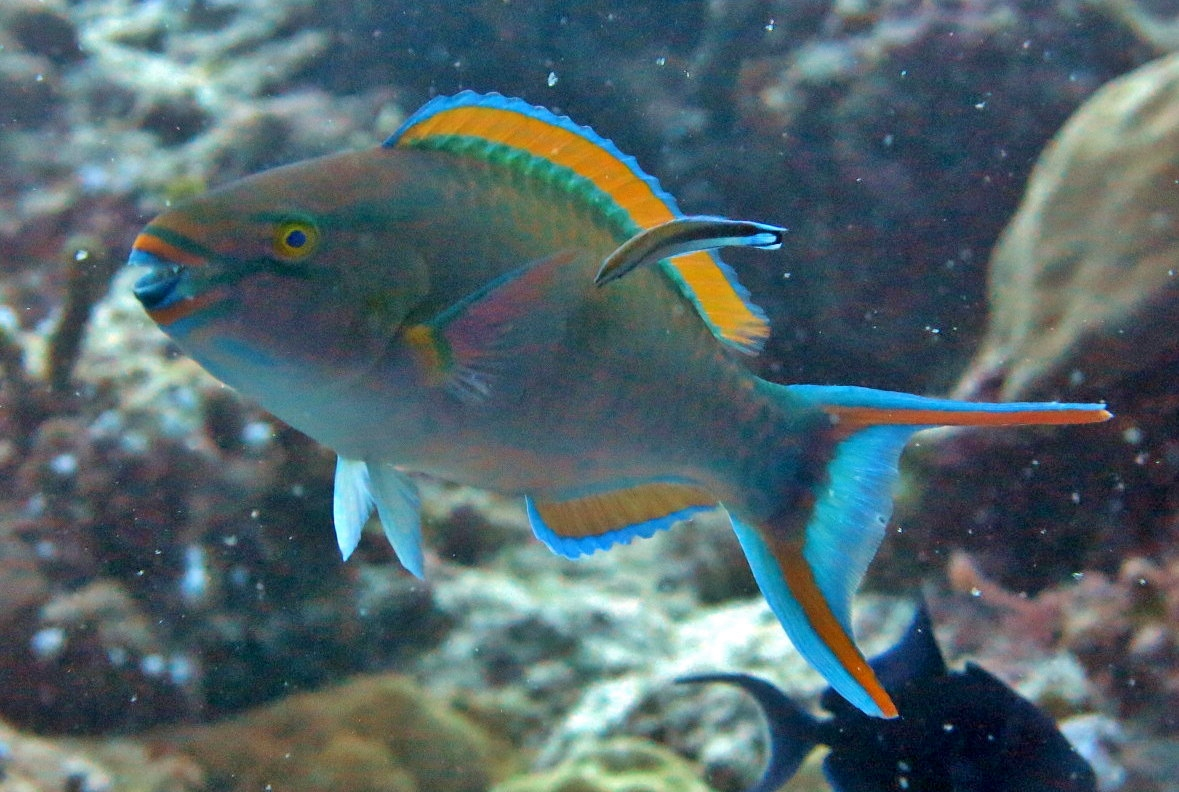
Un poisson-perroquet tricolore (Scarus tricolor) en stade final

### Mucus

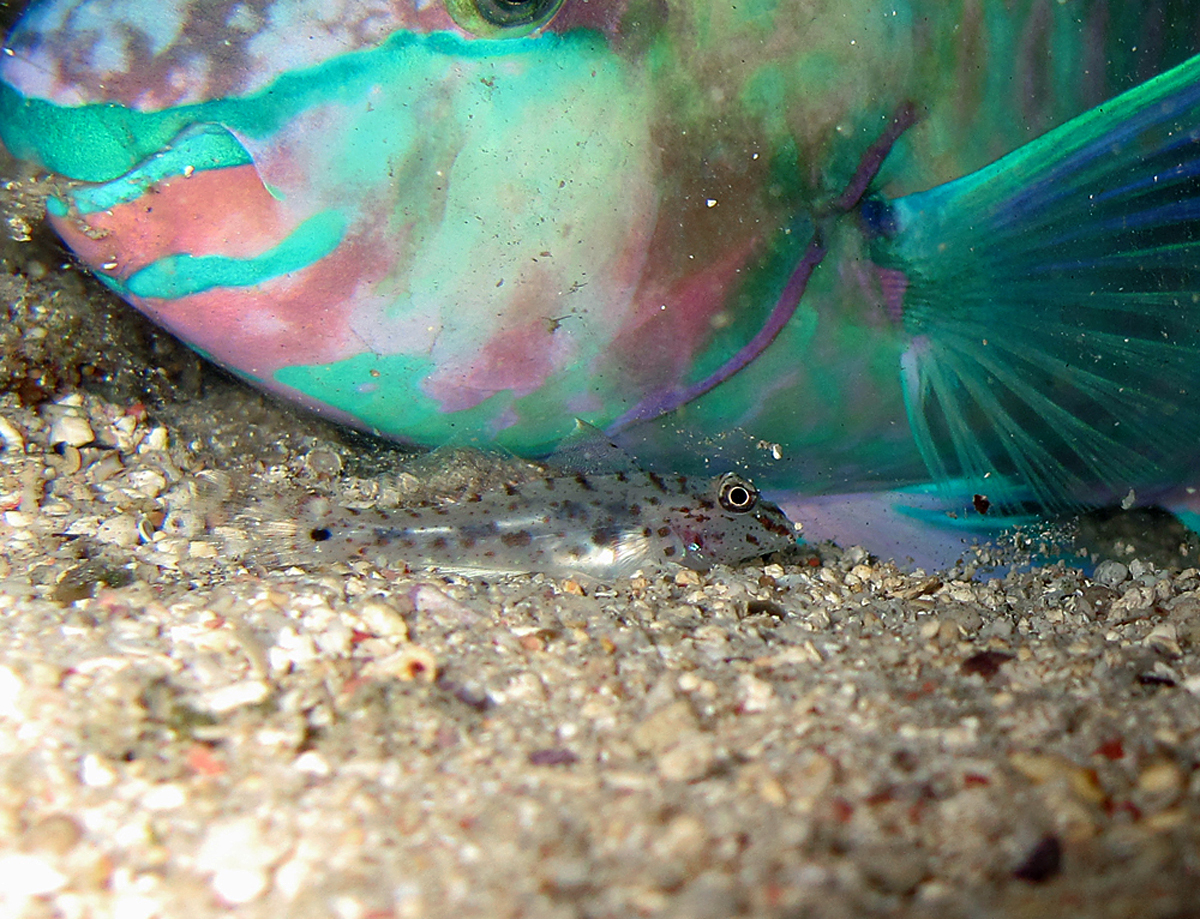
Un Scarus psittacus dormant dans son cocon (dans lequel s'est glissé un gobie Fusigobius maximus).

Avant de dormir, un certain nombre de poissons-perroquets, dont le poisson-perroquet royal, sécrètent une sorte de mucus via des glandes operculaires et qui en environ trente minutes constitue une sorte de cocon protecteur dans lequel ils passeront la nuit. Il semble en effet que le cocon empêche leurs prédateurs de percevoir leur odeur.
Ce cocon de mucus peut également servir comme système d'alerte avancé, en permettant au poisson perroquet de s'enfuir lorsque des prédateurs tels que les murènes touchent à cette enveloppe protectrice. Le mucus a des propriétés anti-oxydantes qui peuvent lui servir également à réparer des dommages corporels, ou à repousser des parasites, tout en procurant une protection accrue contre la lumière ultra-violette.

### Rôle dans le récif coralliens
L’activité de grattage des algues pour se nourrir des poissons-perroquets joue un rôle important au sein de l’écosystème récifal car elle limite le développement de certaines algues qui pourrait nuire à l'épanouissement du corail dur.
En outre, les déjections de poussière de corail des poissons-perroquets, dont la quantité est estimée en moyenne à une tonne par hectare, par an et par individu, contribuent à la consolidation du récif par le dépôt de ces déjections dans les interstices et participent aussi grandement à la production de sable corallien des plages tropicales.
Depuis 2020, toutes les espèces de poissons-perroquets sont strictement protégées aux Maldives.

## Relations à l'Homme
Certains gros poissons-perroquets font l'objet d'une pêche commerciale dans plusieurs pays tropicaux, sans qu'ils soient considérés comme des poissons de premier choix (leur chair est relativement dure).
Les perroquets ne sont pas de bons poissons d'aquarium, trop habitués à une grande mobilité et surtout à devoir user en permanence leur bec sur des roches dures pour l'empêcher de pousser trop long.

## Taxinomie

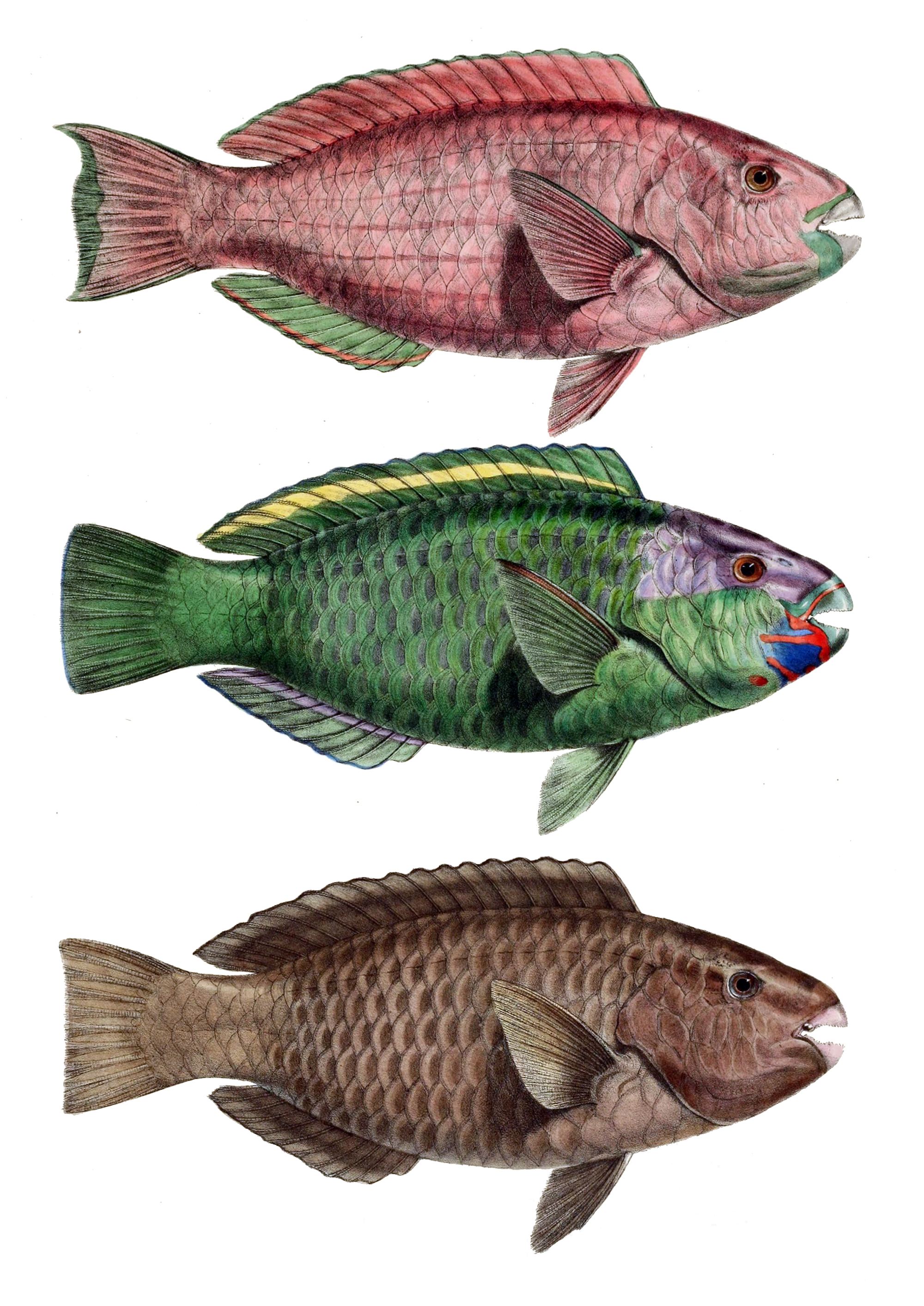
Trois livrées différentes d'une même espèce : Chlorurus troschelii

On compte actuellement environ 100 espèces réparties en 10 genres. 
En 1958, Schultz divise la famille des Scaridés en deux sous-familles Sparisomatinae et Scarinae. Cette séparation se fonde sur une phylogénie qui met en évidence une division de la famille dans la répartition de plusieurs caractéristiques internes et externes. Cette division est rejetée par Bellwood en 1994 qui montre que Sparisomatinae est paraphylétique.
Selon World Register of Marine Species (15 mars 2014) :
- sous-famille Scarinae Rafinesque, 1810
  - genre Bolbometopon Smith, 1956 (1 espèce)
  - genre Cetoscarus Smith, 1956 (2 espèces)
  - genre Chlorurus Swainson, 1839 (18 espèces)
  - genre Hipposcarus Smith, 1956 (2 espèces)
  - genre Scarus Forsskål, 1775 (53 espèces)
- sous-famille Sparisomatinae Gill, 1893
  - genre Calotomus Gilbert, 1890 (5 espèces)
  - genre Cryptotomus Cope, 1870 (1 espèce)
  - genre Leptoscarus Swainson, 1839 (1 espèce)
  - genre Nicholsina Fowler, 1915 (2 espèces)
  - genre Sparisoma Swainson, 1839 (15 espèces)

## Galerie

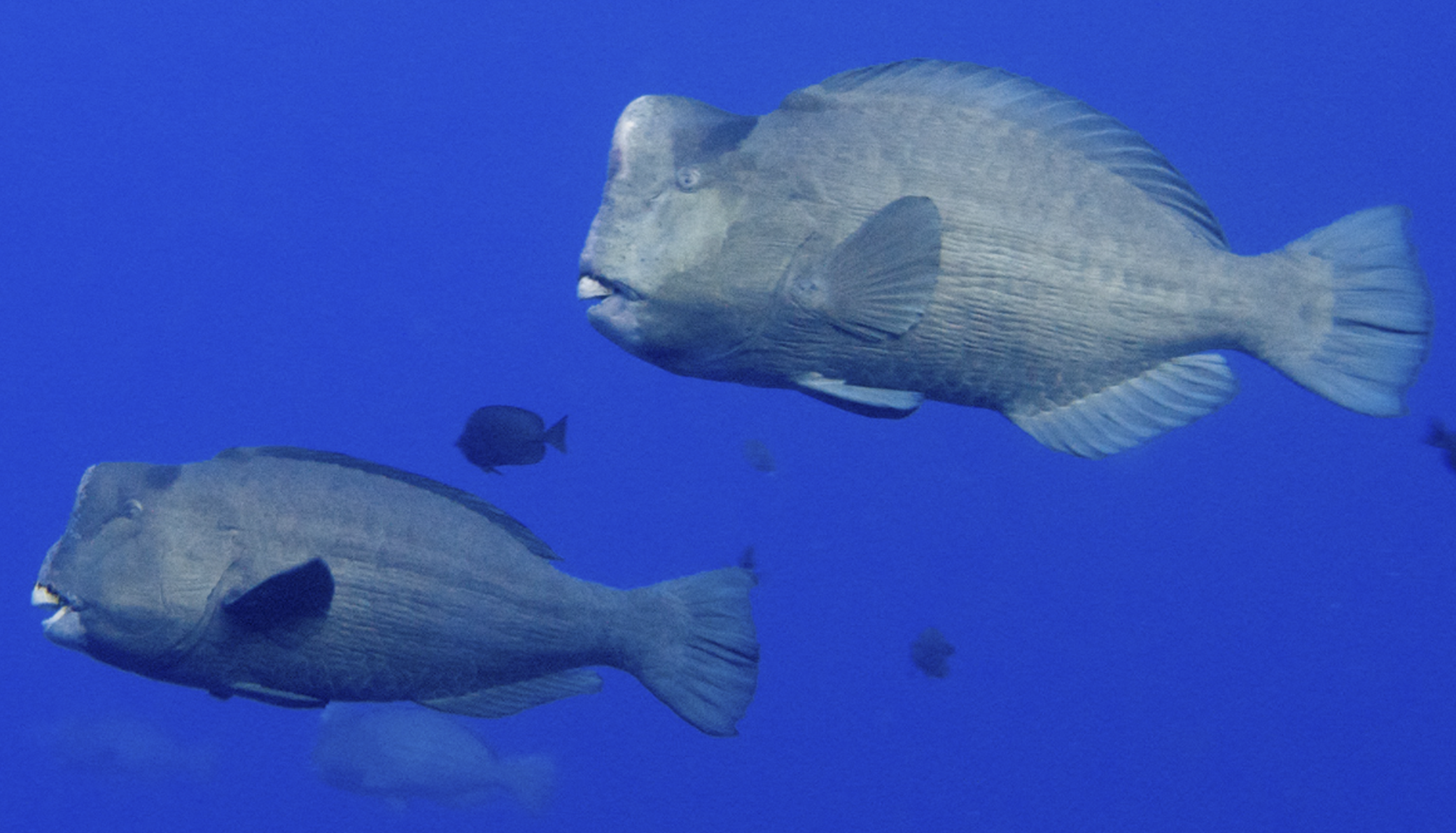
Perroquets à bosse (Bolbometopon muricatum)
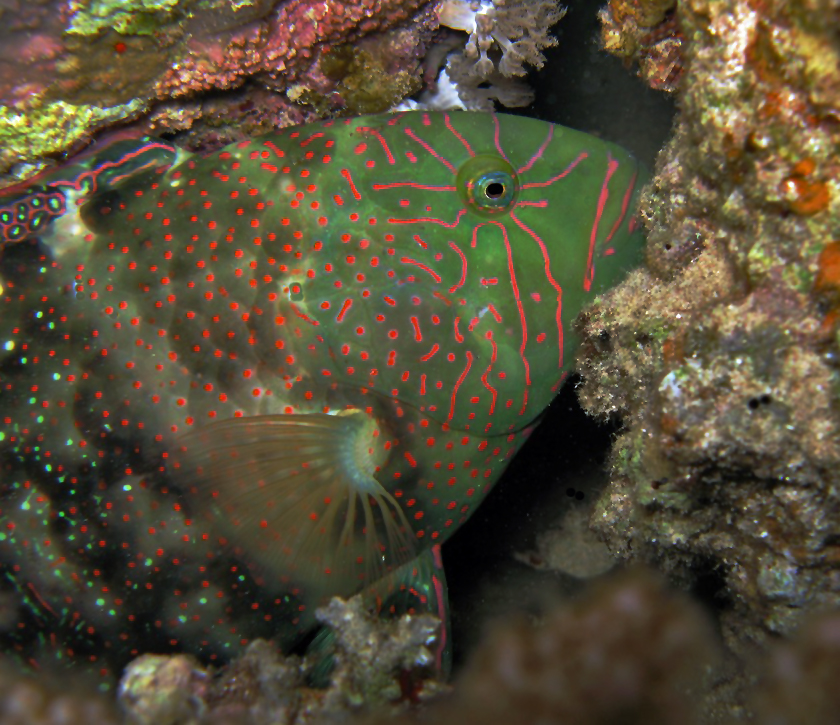
Perroquet moiré (Calotomus viridescens)
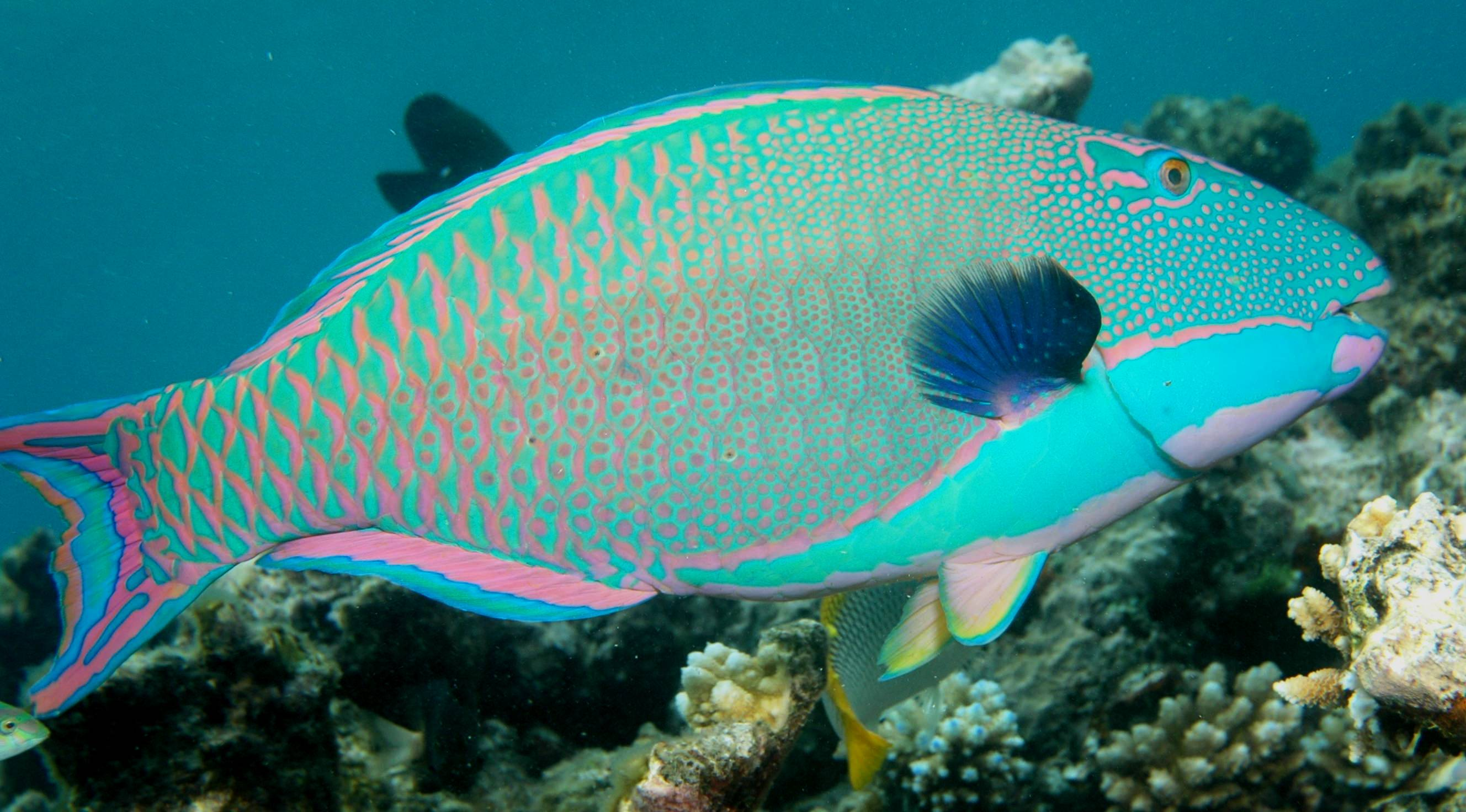
Perroquet bicolore (Cetoscarus bicolor)
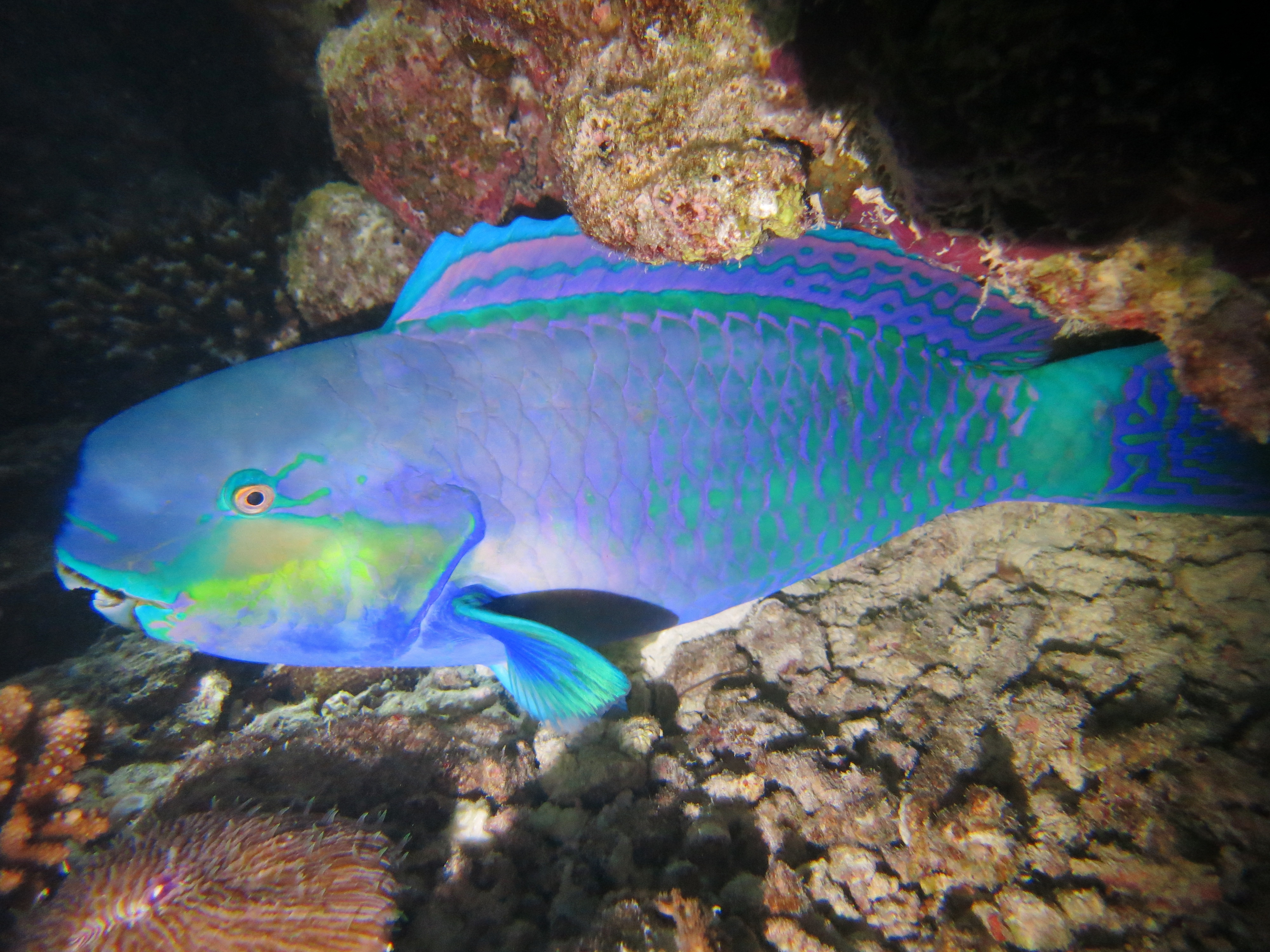
Perroquet grand bleu (Chlorurus strongylocephalus)
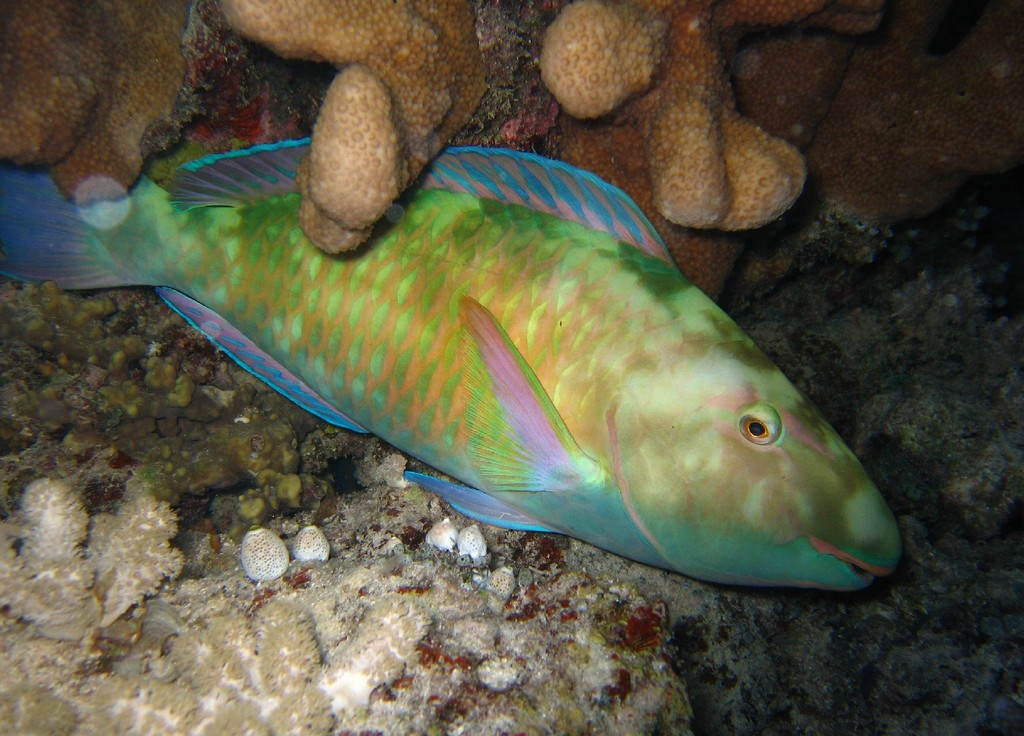
Perroquet à long nez (Hipposcarus longiceps)
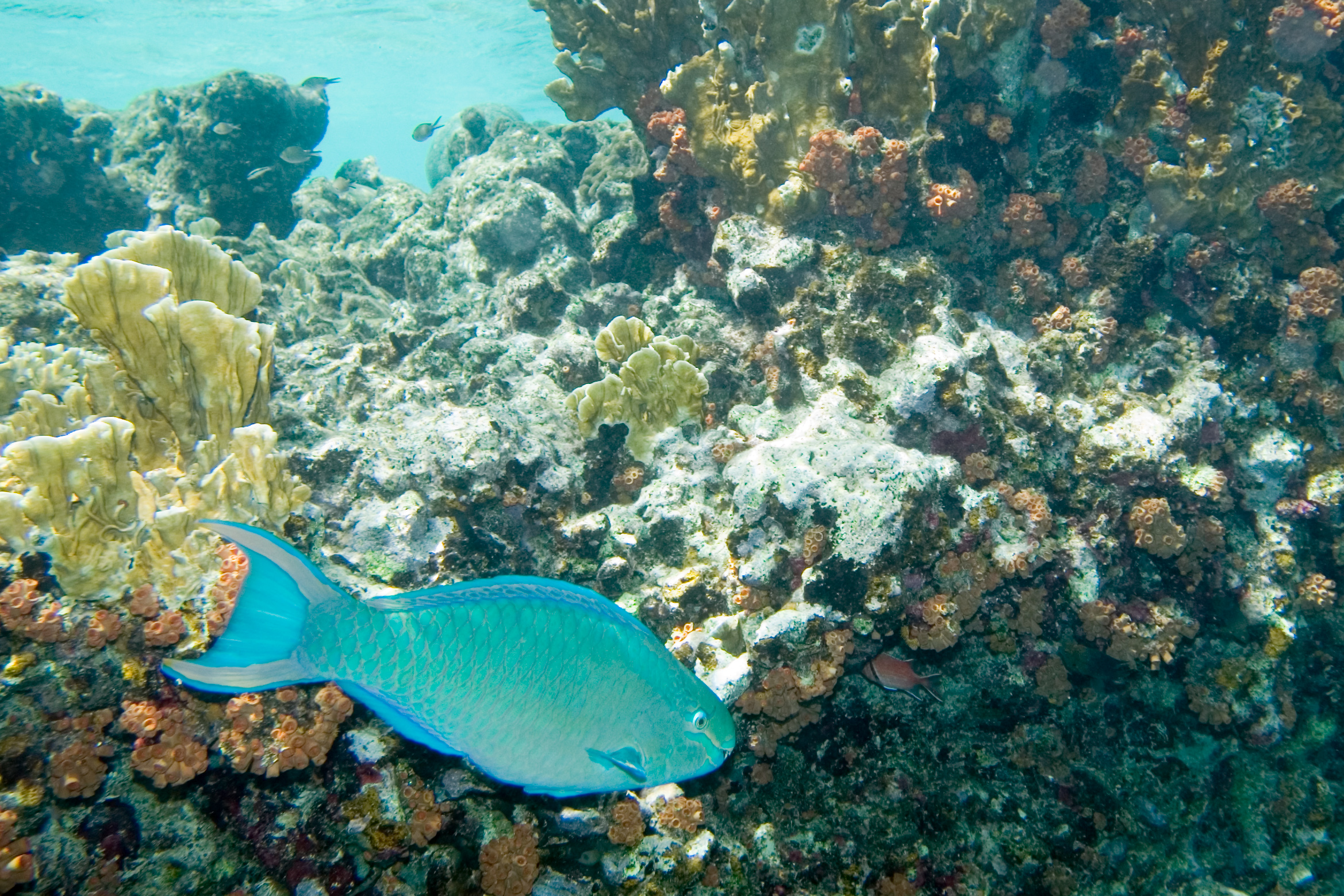
Perroquet royal (Scarus vetula)
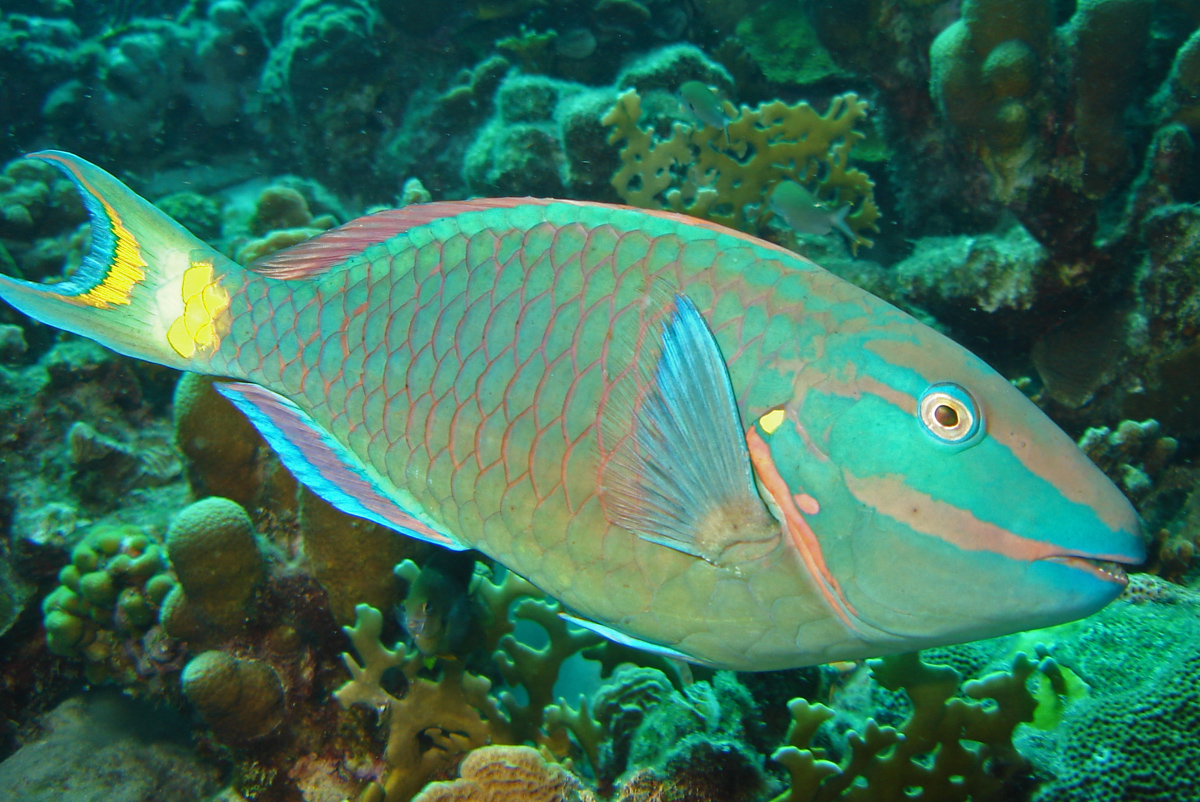
Perroquet feu (Sparisoma viride)